# Championnat de La Réunion de football 1969
Le Championnat de La Réunion de football 1969 était la 20e édition de la compétition qui fut remportée par la SS Saint-Louisienne.

## Classement
Il manque le score du match JS St Pierroise-SS Tamponnaise (joué le 31 août, stoppé à la 41e minute avec un score de 2-0), match donné à la JS St Pierroise mais le score n'est pas connu.
| Rang | Équipe                      | Pts | J  | G  | N | P  | Bp | Bc | Diff |
| ---- | --------------------------- | --- | -- | -- | - | -- | -- | -- | ---- |
| 1    | SS Saint-Louisienne (T) (C) | 45  | 18 | 12 | 3 | 3  | 68 | 25 | +43  |
| 2    | SS Jeanne d'Arc             | 44  | 18 | 12 | 2 | 4  | 55 | 21 | +34  |
| 3    | US Bénédictine              | 41  | 18 | 10 | 3 | 5  | 33 | 28 | +5   |
| 4    | FC Ouest                    | 40  | 18 | 10 | 2 | 6  | 43 | 27 | +16  |
| 5    | JS Saint-Pierroise          | 38  | 18 | 8  | 4 | 6  |    |    |      |
| 6    | Stade Saint-Paulois         | 38  | 18 | 8  | 4 | 6  | 31 | 37 | -6   |
| 7    | SS Patriote                 | 33  | 18 | 7  | 1 | 10 | 33 | 49 | -16  |
| 8    | SS Tamponnaise              | 31  | 18 | 5  | 3 | 10 |    |    |      |
| 9    | SS Jeunesse Musulmane (P)   | 26  | 18 | 2  | 4 | 12 | 15 | 46 | -31  |
| 10   | AS Marsouins (P)            | 24  | 18 | 1  | 4 | 13 | 16 | 59 | -43  |

|  | Relégation en 2e division |